# Мід (водосховище)
Мід (англ. Lake Mead) — найбільше водосховище в США. Воно розташоване на річці Колорадо за 48 км на північний схід від Лас-Вегаса, штат Невада, на кордоні штатів Невада і Аризона. Утворене при будівництві греблі Гувера. Протяжність водосховища — 180 км вище греблі. Загальний обсяг води становить — 35 км³. Вода з водосховища за допомогою акведуків доставляється в населені пункти в південній Каліфорнії і Неваді.
Водосховище названо на честь Елвуда Міда, який був спеціальним уповноваженим Бюро водних проєктів США з 1924 по 1936 рік під час планування і втілення одного з них — Boulder Canyon Project, в результаті якого й були створені гребля і водосховище. Національна зона відпочинку Озеро Мід була створена в 1964 році і протягом року пропонує різноманітні можливості для відпочинку.
Під час будівництва греблі Гувера через загрозу затоплення евакуйовано кілька населених пунктів, найвідоміший з яких — Сент-Томас, останній мешканець якого покинув місто в 1938 році. Руїни Сент-Томаса іноді стає видно, коли рівень води в озері опускається нижче звичайного.
Відмітку високої води 1983 року (так званий «bathtub ring» — ободок ванни) видно на багатьох фотографіях берегової лінії озера. Вона білого кольору через відкладення мінеральних солей на раніше занурених у воду поверхнях.
Під'їхати до озера можна з північного заходу з шосе I-15 через Valley of Fire State Park і індіанську резервацію Moapa.